# 格洛拉费里耶尔
格洛拉费里耶尔（法語：Glos-la-Ferrière，法語發音：[ɡlo la fɛʁjɛʁ] ⓘ）是法国奥恩省的一个旧市镇，位于该省东北部，属于阿让唐区。2016年1月1日和相邻的另外9个市镇合并为新市镇乌什堡（La Ferté-en-Ouche）。

## 地理
格洛拉费里耶尔（48°51'25"N, 0°36'4"E）面积12.63 平方千米，位于法国诺曼底大区奧恩省，该省份为法国西北部内陆省份，北起顺时针与卡爾瓦多斯省、厄尔省、厄尔-卢瓦省、萨尔特省、马耶讷省和芒什省接壤。
与格洛拉费里耶尔接壤的市镇（或旧市镇、城区）包括：尚博尔、瑞涅特、库万、戈维尔、圣尼古拉德索迈尔。

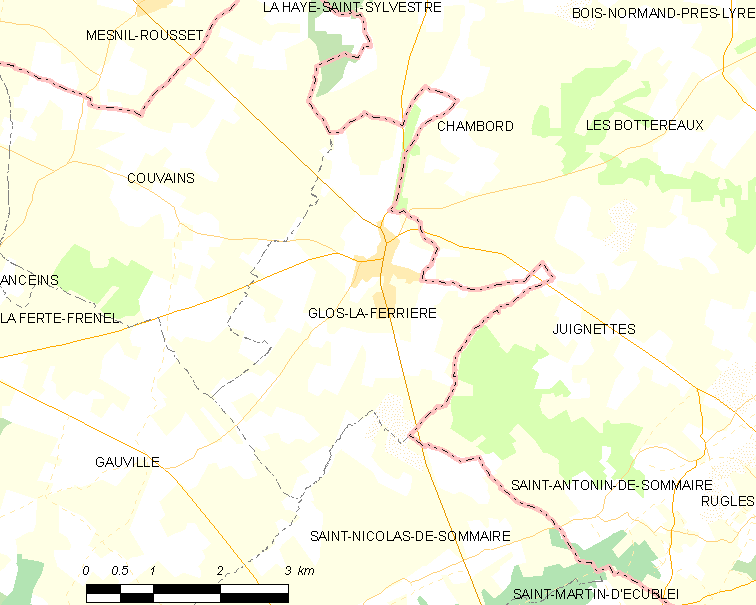
格洛拉费里耶尔的OSM定位图

格洛拉费里耶尔的时区为UTC+01:00、UTC+02:00（夏令时）。

## 行政
格洛拉费里耶尔的邮政编码为61550，INSEE市镇编码为61191。

## 政治
格洛拉费里耶尔所属的省级选区为赖村县。

## 人口

1962-2008年间格洛拉费里耶尔人口变化图示

格洛拉费里耶尔于2018年1月1日时的人口数量为507人。